# Haematopinus taurotragi
Haematopinus taurotragi är en insektsart som beskrevs av Carlos Emmons Cummings 1914. Haematopinus taurotragi ingår i släktet Haematopinus och familjen hovdjurslöss. Inga underarter finns listade i Catalogue of Life.